# Tinis in Proconsulari
Tinis in Proconsulari (łac. Diocesis Tinisensis in Proconsulari) – stolica historycznej diecezji w Cesarstwie rzymskim w prowincji Afryka Prokonsularna, sufragania metropolii Kartagina. Współcześnie w Tunezji. Obecnie katolickie biskupstwo tytularne.

## Biskupi tytularni
| Lp. | Biskup            | Funkcja                                   | Od               | Do              |
| --- | ----------------- | ----------------------------------------- | ---------------- | --------------- |
| 1   | Gerald Moverley   | biskup pomocniczy Leeds (Wielka Brytania) | 6 grudnia 1967   | 30 maja 1980    |
| 2   | Adeodato Micallef | wikariusz apostolski Kuwejtu              | 5 listopada 1981 | 3 stycznia 2018 |
| 3   | Marc Trudeau      | biskup pomocniczy Los Angeles (USA)       | 5 kwietnia 2018  |                 |